# 德雷佐
德雷佐（義大利語：Drezzo），曾是意大利科莫省的一个市镇。总面积1平方公里，人口1183人，人口密度1183.0人/平方公里（2009年）。ISTAT代码为013093。
2014年5月，德雷佐和另外两个市镇合并为新的科尔韦代市镇。

## 友好城市
- 捷克Opatov（英语：Opatov (Svitavy District)） 2004年